# Негар Ілля Борисович
Ілля Борисович Негар (нар. 3 жовтня 1991, Вінниччина — 19 травня 2022 Схід України) — військовий льотчик, майор, старший штурман авіаційної ескадрильї 7 БрТА, учасник російсько-української війни з 2018 року. Загинув на Донеччині під час виконання бойового завдання. Кавалер ордена «За мужність» III ступеня (посмертно) та ордена Богдана Хмельницького (посмертно). 

## Життєпис
Народився 3 жовтня в 1991 році в місті Вінниці.[джерело?]

### Освіта
Після закінчення школи у 2008 році вступив до Харківського університету Повітряних сил України імені Івана Кожедуба який закінчив навчання у 2012 році.[джерело?]

### Служба
Проходив службу у 7 бригаді тактичної авіації. У 2018-2020 року брав участь в АТО та ООС.
За словами голови Вінницької обласної державної адміністрації Сергія Борзова, він з екіпажем виконували завдання біля Борисполя, Ізюму, Пологів, Краснополівки, Дмитрівки.
19 травня 2022 року, виконуючи бойове завдання на Су-24М поблизу Липового на Донеччині, майор Ілля Негар і командир екіпажу підполковник Ігор Хмара загинули.
Поховали героя на Вінниччині. Залишилися дружина, син та донька.